# Ovation (canal de televisión)
Ovation es una cadena de televisión estadounidense cuya misión declarada es conectar el mundo con todas las formas de arte y expresión artística.
Ovation se estrenó el 21 de abril de 1996 y se relanzó el 20 de junio de 2007 a una audiencia nacional con transporte en DirecTV . Desde entonces, la red ha agregado transporte en AT&T U-verse , Verizon FiOS , Comcast / Xfinity , RCN , Charter (mercados seleccionados) y otros sistemas de cable importantes en todo el país (consulte las listas locales). El canal actualmente alcanza aproximadamente 50 millones de suscriptores. Ovation lanzó un servicio HD en 2010 y también está disponible en VOD (tanto en definición estándar como en alta definición) y a través de TV Everywhere (autenticación) a través de proveedores seleccionados.
Ovation es una red de cable privada e independiente. Los inversores de Ovation incluyen Hubbard Media Group , Corporate Partners II, Arcadia Investment Partners y Perry Capital .
A febrero de 2015 , aproximadamente 54 millones de hogares (46.4% de aquellos con televisión) reciben Ovation.
- Datos: Q7113263